# Paul Goethals

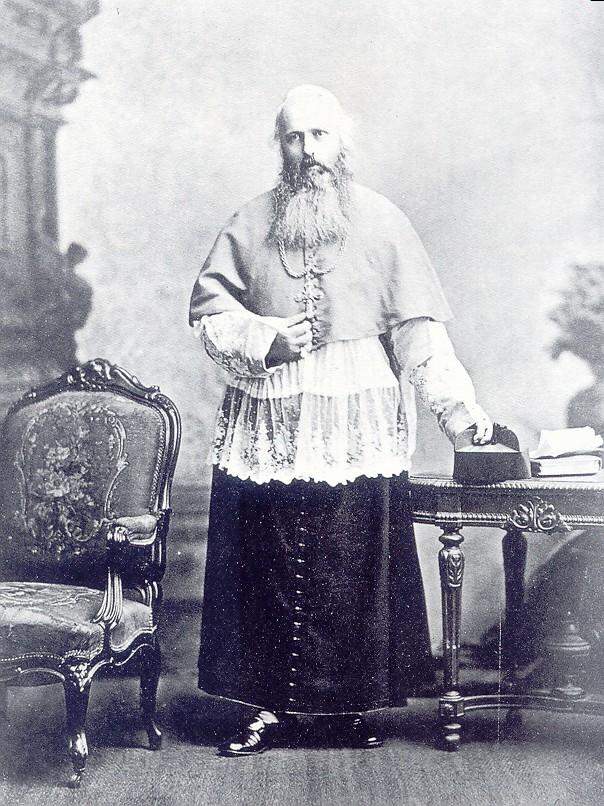

Paul-François-Marie Goethals SJ (* 11. November 1832 in Kortrijk, Belgien; † 4. Juli 1904 in Kalkutta, Britisch-Indien) war ein belgischer Jesuit, der als Missionsbischof in Kalkutta wirkte.
Goethals war Sohn von Ferdinand Goethals (1786–1860), der Mitglied des Gründungskongresses von Belgien 1831 war. Er besuchte das Collège Saint-Servais, ein Jesuitengymnasium in Lüttich. Am 31. Oktober 1852 trat er den Jesuiten bei und studierte von 1856 bis 1857 Philosophie in Namur. Am 11. September 1862 weihte Luigi Oreglia di Santo Stefano ihn zum Priester. Von 1863 bis 1867 studierte er Theologie an der Katholischen Universität Löwen. 1869 wurde er Rektor des Collège Saint-Michel, eines Jesuitengymnasiums in Brüssel. Am 2. Februar 1870 legte er seine ewigen Gelübde ab. Von 1870 bis 1876 war er Provinzial der belgischen Jesuitenprovinz. Anschließend war er Rektor des Jesuitengymnasiums in Namur.
Aufgrund seiner guten Englischkenntnisse und seiner Führungsqualitäten wurde er von Papst Leo XIII. am 3. Dezember 1877 zum Apostolischen Vikar von Westbengalen ernannt. Am 15. Januar 1878 wurde er zum Titularbischof von Evaria ernannt. Am 5. Februar 1878 wurde ihm das Titularerzbistum Hierapolis in Phrygia zugeteilt. Jean Joseph Faict, Bischof von Brügge, weihte ihn am 24. Februar 1878 zum Bischof. Mitkonsekratoren waren Théodore-Joseph Gravez, Bischof von Namur, und Edmond Hyacinthe Theodore Joseph Dumont, Bischof von Tournai. Am 1. September 1886 errichtete Papst Leo XIII. die römisch-katholische Hierarchie in Indien und das Apostolische Vikariat Westbengalen wurde zum Erzbistum Kalkutta. Am 25. November 1886 ernannte er Goethals zum ersten Erzbischof. Am 6. März 1887 wurde er als Erzbischof inthronisiert.